# Buvajsar Sajtijev
Buvajsar Sajtijev  (russisk: Бувайсар Хамидович Сайтиев tr. Buvajsar Khamidovitj Sajtijev ; tjetjensk: Сайтиев Хьамидан Бувайсар) (født 11. marts 1975 i Khasavjurt, Dagestanske ASSR, død 2. marts 2025) var en russisk bryder.
Sajtijev deltog som russisk repræsentant ved de olympiske sommerlege i Beijing 2008. Ved fire olympiske sommerlege vandt han tre guldmedaljer i mellemvægtsklassen.